# Lagenocarpus cubensis
Lagenocarpus cubensis är en halvgräsart som beskrevs av Georg Kükenthal. Lagenocarpus cubensis ingår i släktet Lagenocarpus och familjen halvgräs. Inga underarter finns listade i Catalogue of Life.